# Amerikaanse presidentsverkiezingen 1960
De Amerikaanse presidentsverkiezingen van 1960 waren de 44e presidentsverkiezingen van de Verenigde Staten van Amerika en vonden plaats op 8 november 1960. De kandidaat van de Democratische Partij, senator John F. Kennedy uit Massachusetts en zijn running mate senator Lyndon B. Johnson uit Texas versloegen de kandidaat namens de Republikeinse Partij, vicepresident Richard Nixon uit Californië en zijn running mate voormalig ambassadeur Henry Cabot Lodge jr. uit Massachusetts. Kennedy werd op 20 januari 1961 beëdigd als de 35e president van de Verenigde Staten, en is met 43 jaar nog altijd de jongste gekozen president en tot de verkiezing van Joe Biden in 2020 de enige rooms-katholieke president.

## Presidentskandidaten

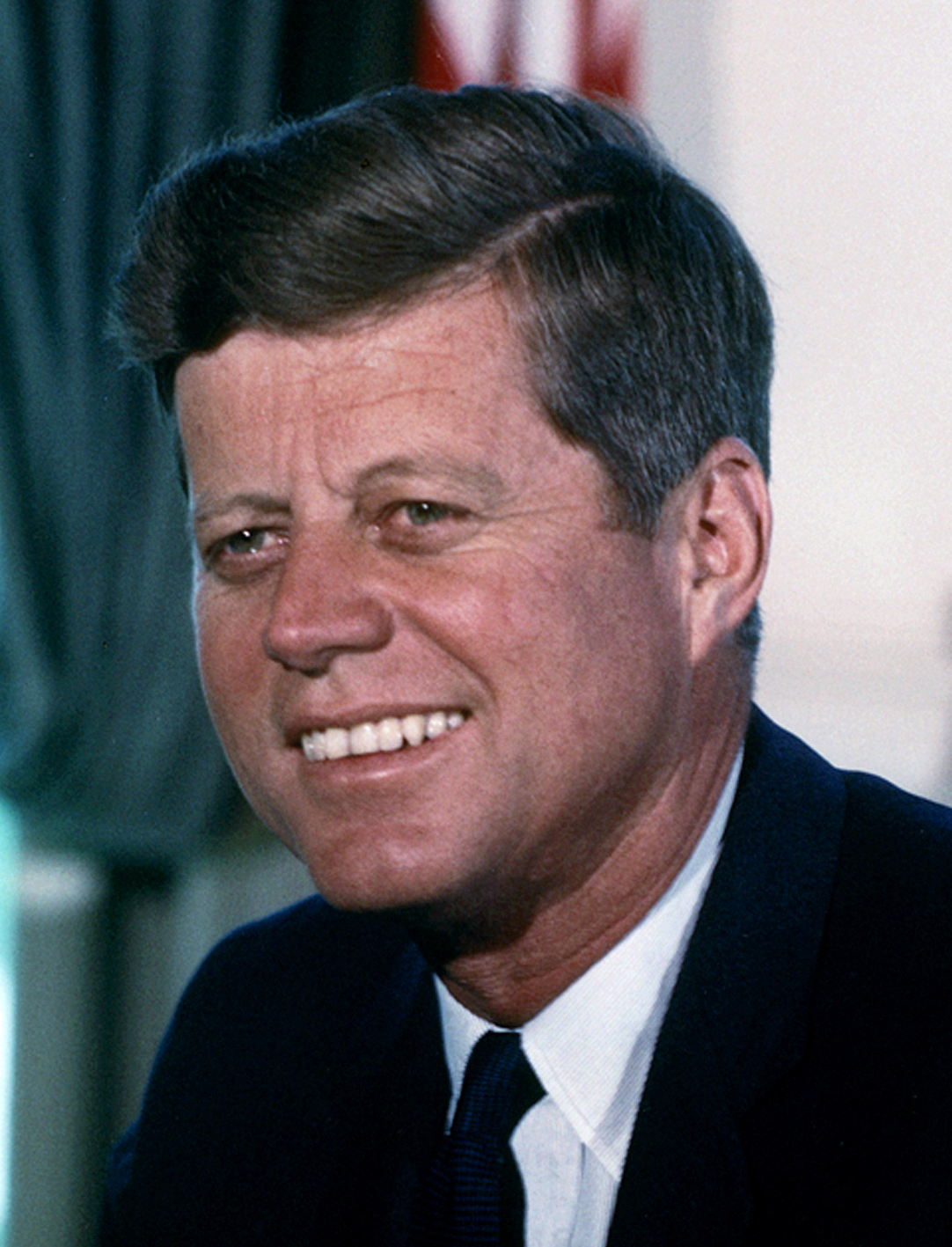
Senator John F. Kennedy uit Massachusetts Democratische Partij
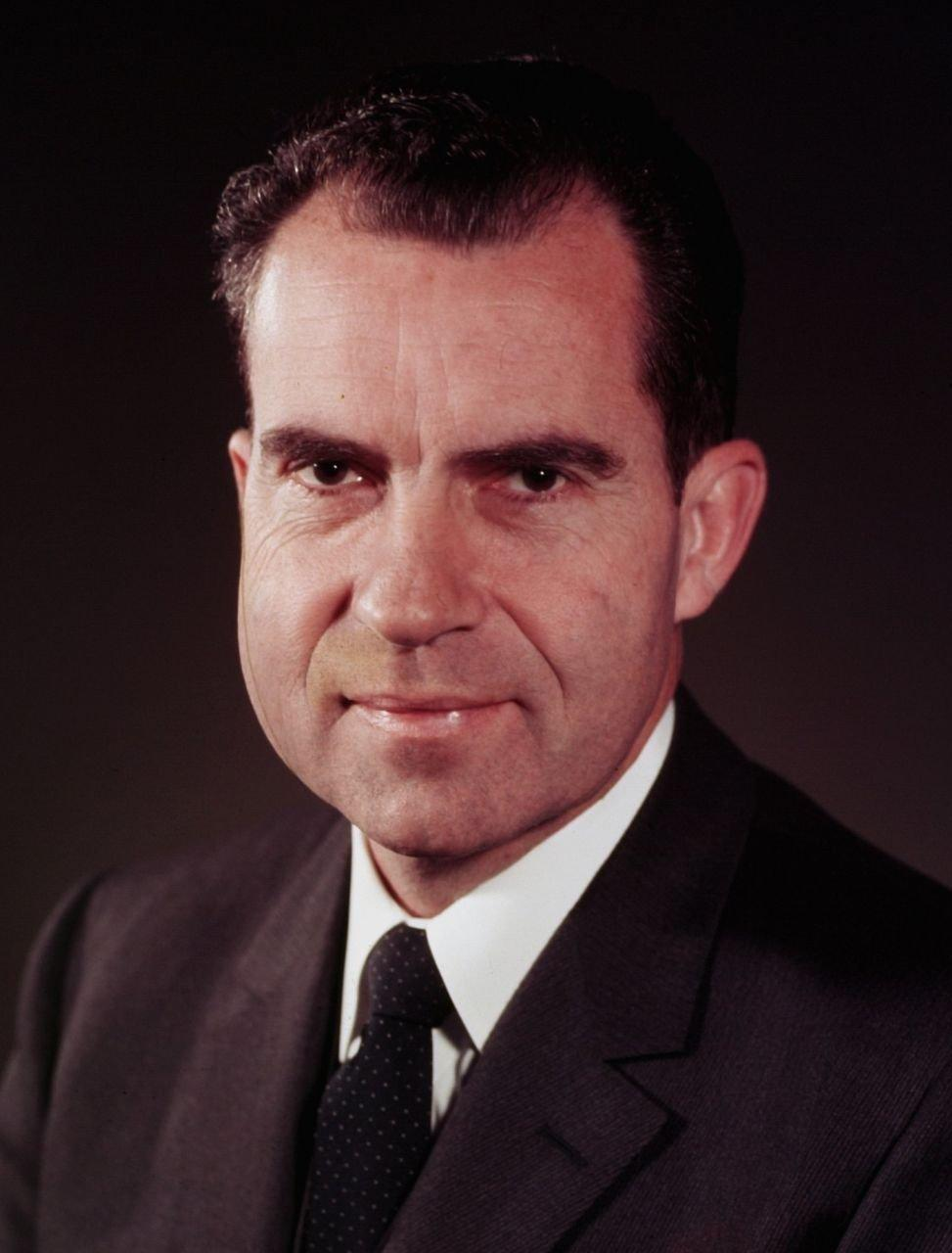
Vicepresident Richard Nixon uit Californië Republikeinse Partij
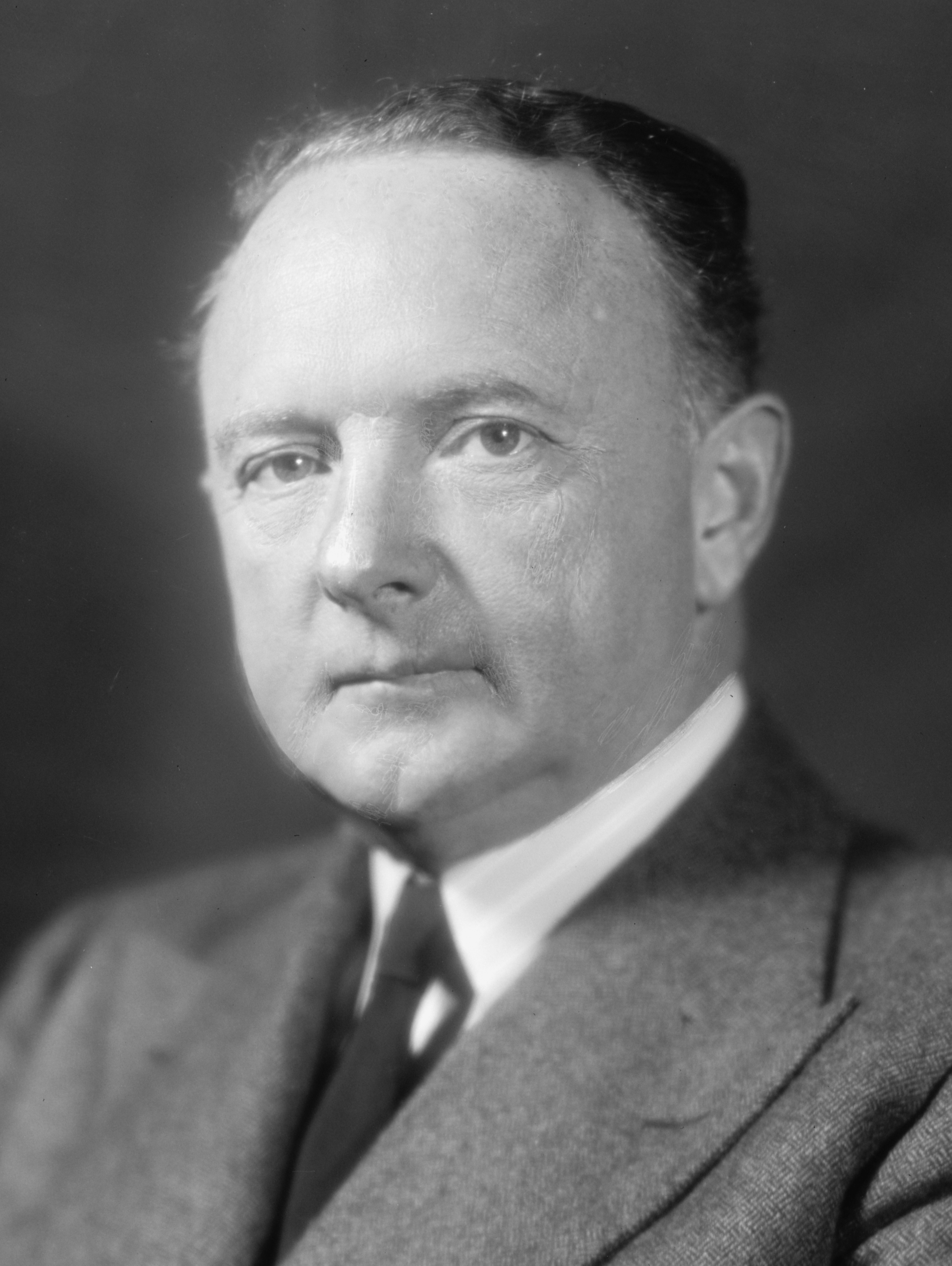
Senator Harry Byrd sr. uit Virginia Onafhankelijk (Democratische Partij)

### Vicepresidentskandidaten

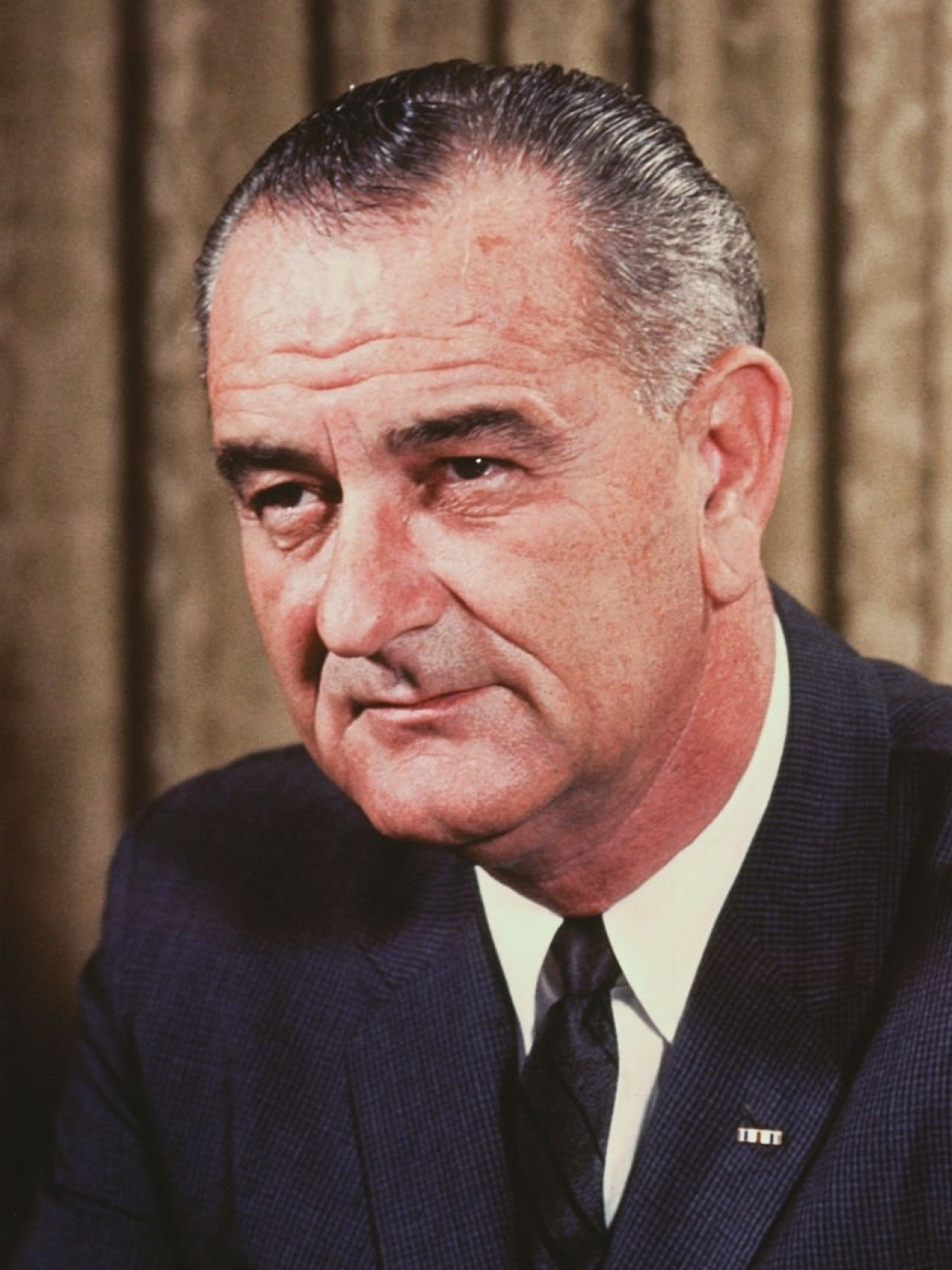
Senator Lyndon B. Johnson uit Texas Democratische Partij
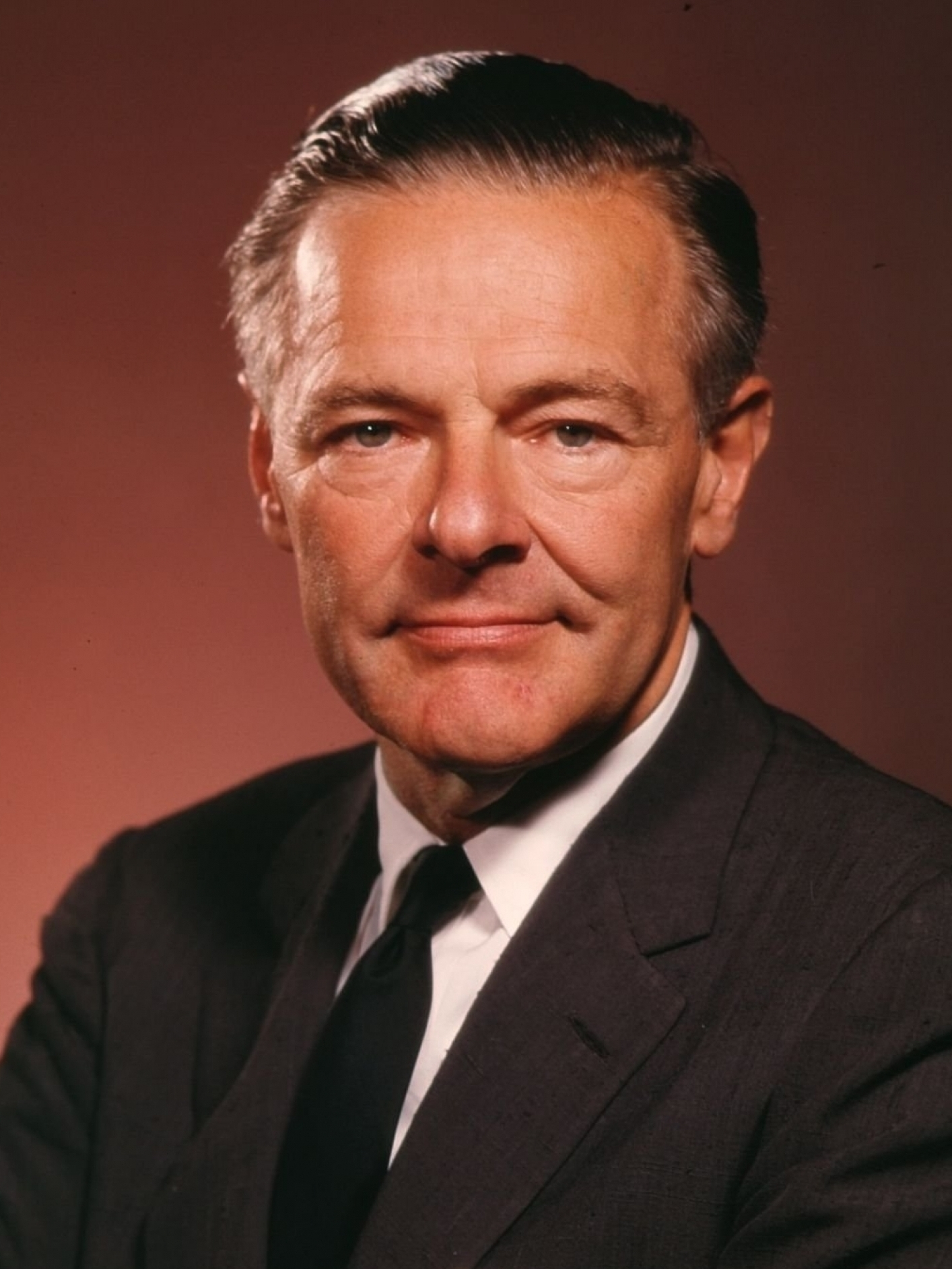
Voormalig Ambassadeur Henry Cabot Lodge jr. uit Massachusetts Republikeinse Partij
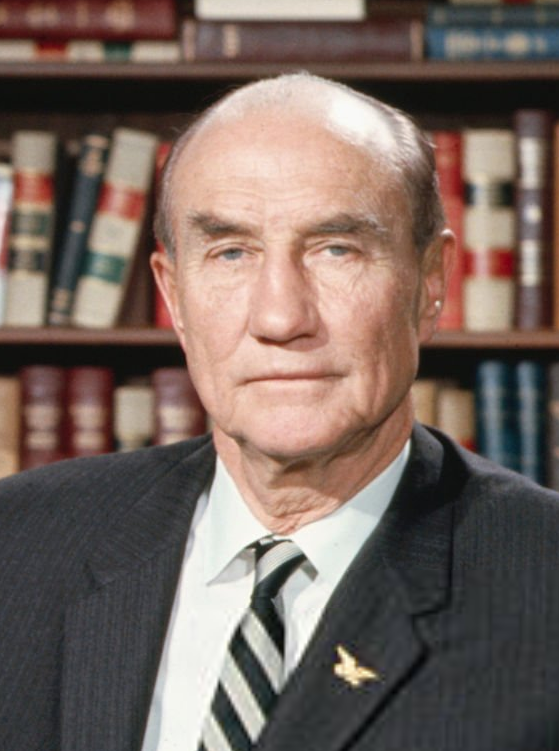
Senator Strom Thurmond uit South Carolina Onafhankelijk (Democratische Partij)

- Voormalig 
 Ambassadeur 
 Henry Cabot Lodge jr. 
 uit Massachusetts 
 Republikeinse Partij
- Senator 
 Strom Thurmond 
 uit South Carolina 
 Onafhankelijk 
 (Democratische Partij)

## Uitslag
| Naam            | John F. Kennedy      | Richard Nixon         | Harry Byrd sr. |
| Partij          | Democratische Partij | Republikeinse Partij  | Onafhankelijk  |
| Thuisstaat      | Massachusetts        | Californië            | Virginia       |
| Running mate    | Lyndon B. Johnson    | Henry Cabot Lodge jr. | Strom Thurmond |
| Kiesmannen      | 303                  | 219                   | 15             |
| Gewonnen staten | 22                   | 26                    | 2              |
| Aantal stemmen  | 34.220.984           | 34.108.157            | 286.359        |
| Percentage      | 49,72%               | 49,55%                | ca. 0,7%       |

1789 · 1792 · 1796 · 1800 · 1804 · 1808 · 1812 · 1816 · 1820 · 1824 · 1828 · 1832 · 1836 · 1840 · 1844 · 1848 · 1852 · 1856 · 1860 · 1864 · 1868 · 1872 · 1876 · 1880 · 1884 · 1888 · 1892 · 1896 · 1900 · 1904 · 1908 · 1912 · 1916 · 1920 · 1924 · 1928 · 1932 · 1936 · 1940 · 1944 · 1948 · 1952 · 1956 · 1960 · 1964 · 1968 · 1972 · 1976 · 1980 · 1984 · 1988 · 1992 · 1996 · 2000 · 2004 · 2008 · 2012 · 2016 · 2020 · 2024